# Jan Söderblom
Jan Söderblom, född 2 november 1970 i Helsingfors, är en finländsk violinist och dirigent. Han är son till Ulf Söderblom och bror till Erik Söderblom. 
Söderblom blev först känd som försteviolinist i Nya Helsingforskvartetten 1982–2001. Han studerade 1997–2001 dirigering vid Sibelius-Akademin för Jorma Panula och Leif Segerstam och har dirigerat orkestrar i Finland, Serbien, Sydamerika och Skottland. År 2001 blev han konstnärlig ledare för stadsorkestern i Villmanstrand. 
På Nationaloperan debuterade Söderblom 2001 med Benjamin Brittens The Rape of Lucretia, och ledde 2007 Fredrik Pacius Kung Karls jakt. På Kungliga operan i Stockholm har han dirigerat verk av Leoš Janáček, Thomas Jennefelt och Daniel Börtz. Finland Festivals utsåg 1991 Söderblom till Årets unga artist och 2002 mottog han Chivas Baton Award, ett internationellt musikpris. År 2005 nådde han finalplats i den internationella Sibeliustävlingen för dirigenter i vilken, i strid med den allmänna åsikten, ingen pristagare utsågs.